# Андре, Жан-Мари
Жан-Мари Андре (фр. Jean-Marie André; 31 марта 1944, Шарлеруа — 3 января 2023, Намюр) — бельгийский химик, профессор кафедры теоретической и физической химии Намюрского университета.

## Биография
В 1961 году окончил иезуитский колледж Сакре-Кёр в Шарлеруа, в 1968 г. — Католический университет Лувена. В 1968 и 1969 годах проходил практику в лабораториях IBM в Сан-Хосе (Калифорния, США).
С 1971 года преподавал и вёл научную деятельность в Намюрском университете Нотр-Дам-де-ла-Пэ.
В 1991 году стал лауреатом премии Франки (prix Francqui) за работы в области исследования электронной структуры полимеров методами квантовой химии. Эти работы, изначально являвшиеся теоретическими, нашли практическое применение в химической промышленности.
С 1991 года член-корреспондент, с 2000 г. действительный член Бельгийской королевской академии наук, литературы и искусств, в 2008 году — её президент.
С 2009 года — эмеритированный профессор.
Автор (соавтор) 6 книг и более 300 научных статей. В 2015 году опубликовал монографию, посвящённую классической музыке Китая:
- Fleuve jaune, papillons amoureux et musique classique de la Chine du XXe siècle.

## Награды
- Великий офицер ордена Короны (2007)
- Офицер ордена Леопольда (1990).

## Сочинения
- Exploring Aspects of Computational Chemistry: Concepts and Exercises 2 Volumes. D. H. Mosley, M.-C. André, B. Champagne, Jean-Marie André, E. Clementi, M. Vracko, J. G. Fripiat, L. Leherte, L. Pisani, D.P. Vercauteren.
- Computational quantum chemistry on polymer chains. In book: Theory and Applications of Computational Chemistry (pp.1011-1045). 2005 г.
- Quantum Chemistry Aided Design of Organic Polymers: An Introduction to the Quantum Chemistry of Polymers and Its Applications. November 2011. ISBN 978-981-02-0004-6. Jean-Marie André, Joseph Delhalle, Jean-Luc Brédas. 201 стр.

Список публикаций https://www.researchgate.net/profile/Jean-Marie-Andre

## Семья
Жена Мари-Клод, дочери Паскаль и Венсьян, сыновья Дамиан и Рено.